# Get in the Ring
A Get in the Ring az ötödik dal a Guns N’ Roses Use Your Illusion II albumáról. A dalt Axl Rose, Slash és Duff McKagan írta és olyan személyekhez szólnak, akik negatívan ítélik meg a zenekar színpadi szerepléseit. Említésre kerülnek a Hit Parader (Andy Secher), Circus, Kerrang! (Mick Wall) és a Spin (Bob Guccione, Jr.) magazinok kritikusai.
Egy több éves történet szerint Mick Wall az 1990-ben megjelent Guns N' Roses: Avagy a világ legveszedelmesebb zenekara című könyvében nem voltak alátámasztottak és igazak az összegyűjtött interjúk. Maga Wall cáfolta ezt egy Kerrang! magazinban megjelent cikkben 1990 elején, miszerint Axl Rose egy interjúban erősen szidta a Mötley Crüe együttes frontemberét Vince Neil-t egy incidens miatt ami Vince felesége és Izzy Stradlin között zajlott.
A Guccione-hez szóló sértésben, megemlíti a férfi apját, aki a Penthouse magazin alapítója. Guccione később egy levélben azt írta Axl Rose-nak, hogy elfogadja a kihívást, küzdelem azonban nem történt.
A dal híres volt a sok káromkodása miatt. Eredetileg McKagan írta, aminek a címe akkor még "Why Do You Look at Me When You Hate Me?" volt. Később a címet lerövidítették és a hosszabb változat lett a dal legelső sora.
Az albumon hallható változatot élőben sosem játszották, de mikor stúdióban vették fel, a végső változatban hallott kiáltásokat és hangokat (hasonlóan a Live ?!*@ Like a Suicide lemezhez) egy Saratoga Springs-i koncerten vették fel 1991. június 10-én, majd a dal keverése során adták hozzá. Ebbe beletartoznak a "Guns N' Roses" és a "get in the ring" kiáltások.